# Koenraad van Offida

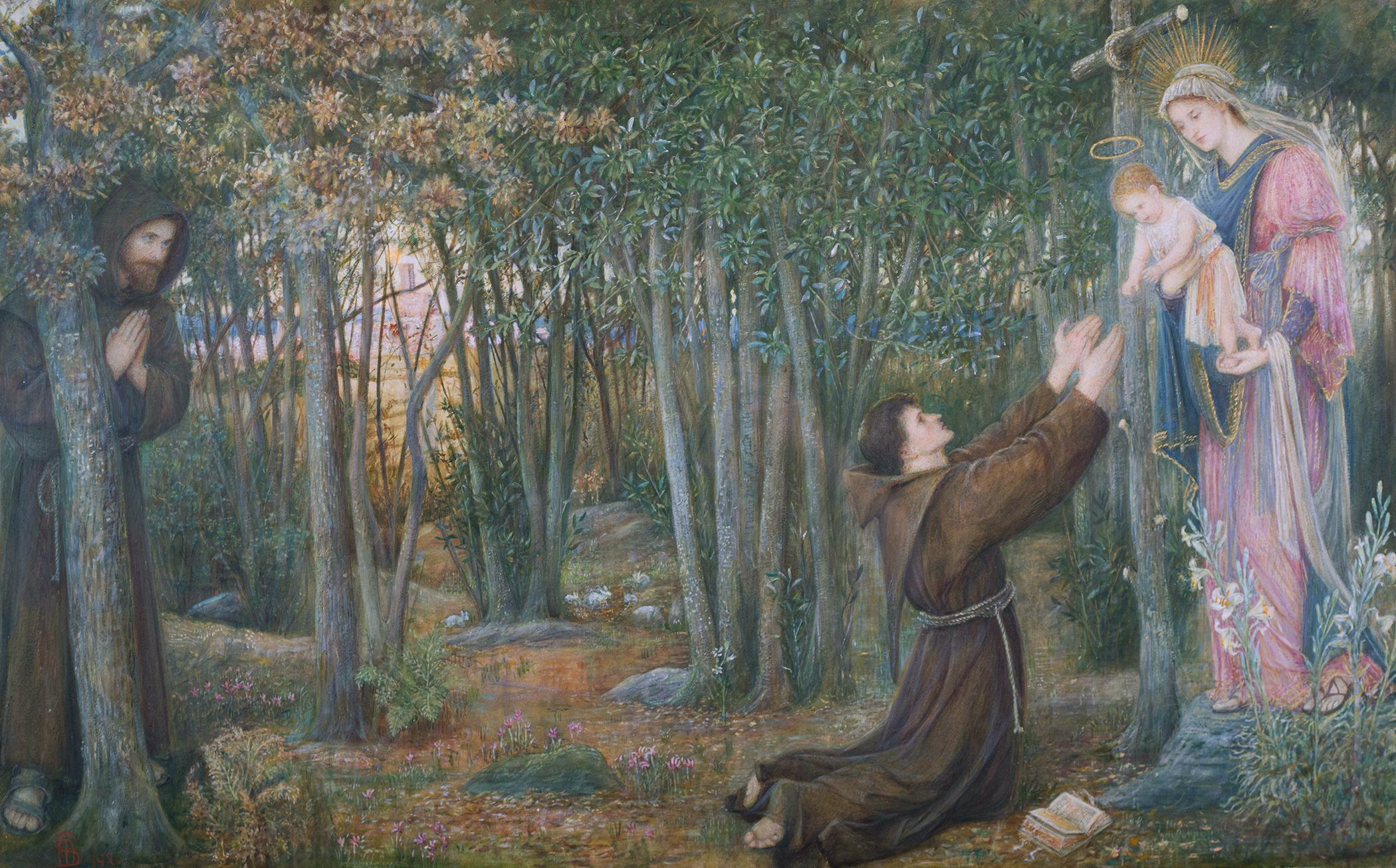
How the Virgin Came to Brother Conrad in Offia and Laid her Son in his Arms, 1892 door Marie Spartali Stillman

Koenraad van Offida (Offida, ca. 1241 - Bastia Umbra, 12 december 1306) was een Italiaans franciscaan, die later zalig werd verklaard.

## Leven
Reeds op 14-jarige leeftijd trad Koenraad van Offida toe tot de franciscanen in het klooster van Ascoli Piceno. Hij werd een leerling van broeder Leo, een trouwe volgeling van Franciscus van Assisi. Hij was een toegewijd aanhanger van de usus pauper of de armoedebeweging en wordt beschouwd als een belangrijke voortrekker van de Spiritualen, de franciscaanse stroming die voor een strikte toepassing van de oorspronkelijke regels was. Hij had dan ook contact met de andere grote Spiritualen uit zijn tijd: Angelus Clarenus en Petrus Olivi.
Koenraad van Offida stierf op 12 december 1306. Hij werd begraven bij zijn klooster, maar in 1320 werd zijn lichaam naar de Sint-Franciscuskerk te Perugia overgebracht en naast dat van Egidius van Assisi geplaatst.

## Erkenning en zaligverklaring
Koenraad van Offida werd binnen zijn orde reeds vlug erkend als een voorbeeld. In de verzameling van uitspraken van Egidius van Assisi is een verhaaltje opgenomen waarin Egidius verschijnt aan Koenraad van Offida: "Egidius en broeder Koenraad". In de Fioretti of "Bloempjes" van Sint-Franciscus, een 14e-eeuwse bundel wonderlijke vertellingen over Franciscus en zijn eerste volgelingen, wordt hij vermeld in twee verhaaltjes.
Koenraad van Offida werd in 1817 zalig verklaard door paus Pius VII. Hij wordt herdacht op 19 december.